# تايرون ديفيس
تايرون ديفيس (بالإنجليزية: Tyrone Davis)‏ هو كاتب أغاني وموسيقي ومغني أمريكي، ولد في 4 مايو 1938 في غرينفيل في الولايات المتحدة، وتوفي في 9 فبراير 2005 في شيكاغو في الولايات المتحدة بسبب سكتة.

## وصلات خارجية
- تايرون ديفيس على موقع IMDb (الإنجليزية)
- تايرون ديفيس على موقع ميوزك برينز (الإنجليزية)
- تايرون ديفيس على موقع أول ميوزيك (الإنجليزية)
- تايرون ديفيس على موقع ديسكوغز (الإنجليزية)